# 李哲奉
李 哲奉（リ・チョルボン、朝鮮語: 리철봉、1936年 - 2009年12月25日 ）は、朝鮮民主主義人民共和国の軍人、政治家。江原道党委員会責任書記、鉄道省政治局長、最高人民会議常任委員会委員、都市経営部長、社会安全部長、陸海運部長、朝鮮労働党中央委員会委員などを歴任した。朝鮮人民軍における軍事称号（階級）は中将。

## 経歴
1936年に日本統治下の平安南道平壌府に生まれた。抗日パルチザンの遺児となり万景台革命学院を卒業した。1970年1月に朝鮮人民軍少将に昇進し、1970年11月2日に開催された朝鮮労働党第5次大会で朝鮮労働党中央委員会委員候補に選出された。1974年4月に交通逓信委員会陸海運部長に任命された。その後中将に昇進し1984年6月に社会安全部長に任命され、7月6日に開催された党中央委員会第6期第9回総会で党中央委員会委員に補選されたが、1985年10月には社会安全部政治局長に転じた。1986年11月に最高人民会議第8期代議員に選出され、1989年6月17日に都市経営部長に任命された。1998年に都市経営部長を退任し、同年9月1日に開催された最高人民会議第10期第1次会議で最高人民会議常任委員会委員に選出され、2003年9月3日の最高人民会議第11期第1回会議で最高人民会議常任委員会委員を解任されるまで在職した。1999年1月に鉄道省政治局長に任命され、2006年10月には2001年に崔元益が死去して以来空席であった江原道党委員会責任書記に任命された。
2009年12月25日に交通事故のため死去。金正日総書記から弔花が贈られた。